# شكرو الذهب
ولد شكرو الذهب في (22 شباط 1956، إلغاز، جانكيري)  في عام 1956، من أصل تركي، وهو مؤرخ، مؤلف، معلم ورسام. وأول عمل لشكرو الذهب نشر تحت اسم قصة الوقت وهو متزوج وله ثلاثة أطفال.

## الطفولة
امضى الدراسة الابتدائية والمتوسطة في قرية كوني في الغاز، الدراسة الإعدادية في مدرسة يلدرم بيزت للدراسة الأعدادية في انقرة، وأنهى جامعته في بارتين.
ألقى محاضرات عن القضايا المتعلقة بالعمل، وتلقى جوائز من مختلف المنظمات والمؤسسات. اجري مجموعه من البحوث والكتابة الاستعراضات والمقابلات. ونشر الأعمدة والمقالات في الصحف والمجلات. منذ عام 2008، استمر في العمل ككاتب.

## جوائز
- محافظ كارابوك - شهادة خدمات الشرف
- CKG جانكيري – جائزة كاتب السنة
- الفاتحة الشريف (للأطفال) ---- تفسير ---- ISBN 978-605-62790-0-3
- مفاتيح القرآن الكريم / الفاتحة / الفاتحة—الإسلامي للبحوث ---- ISBN 978 6054-618-10-1
- فيسيل كراني وعويسلك ---- الإسلامية ------ ISBN 978-605-4618-15-6
- حب قبل الرؤية ---- رواية ------ ISBN 978-605-4618-09-5
- رجل الانفرادي / عاكف ----سيرة رواية ------ ISBN 978-605-4977-13-0
- منظمة الخاصة / قصة منظمة خفية---- التاريخ، رواية ---- ISBN 978-605-4977-06-2
- إلقاء الضوء على المدينة نوري /حضرة أبو أيوبالأنصاري --- رواية الإسلام --- ISBN 978-605-4977-11-6
- الخلافة في صرخة / أطفئت الشموع ------ رواية ---- ISBN 978-605-5094-87-4
- في المنفى / اخر خليفة / عبد المجيد المحترم - رواية --- ISBN 978-605-9844-01-7

## وصلات خارجية
- Miili Şair Hayatı( الشاعر الحياة) TRTokul
- [(البلاغ السيرة الذاتية )http://www.yasamoykusu.com/biyografi-982396-Sukru_ALTIN Yazarın Biyografisi]
- [(طعم الأخبار الأخبار)https://www.youtube.com/watch?v=bIlhpZytchs TRT haber Haber Tadında]
- =@and&relation=@attr+2%3D3&field_value=31&op=do_search Çankırı İl Halk Kütüphanesi
- [(أنقرة مخصصة المكتبة العامة)http://koha.ekutuphane.gov.tr/cgi-bin/koha/opac-detail.pl?bib=9784747 نسخة محفوظة 2 أبريل 2015 على موقع واي باك مشين. Ankara Adanan Ötüken Halk Kütüphanesi]
- Halk Kütüphanesi Şükrü Altın Eserleri Bölümü
- [( العام كارثية للمادة )http://devletdergisi.com.tr/makaleler/yazi/39/_FELAKET_YILLARI_.html Felaket yılları makale]
- Yazar hk alıntı haberler